# Municipio de Elm Springs (Dakota del Sur)
El municipio de Elm Springs (en inglés: Elm Springs Township) es un municipio ubicado en el condado de Meade en el estado estadounidense de Dakota del Sur. En el año 2010 tenía una población de 27 habitantes y una densidad poblacional de 0,49 personas por km².

## Geografía
El municipio de Elm Springs se encuentra ubicado en las coordenadas 44°17′1″N 102°25′38″O / 44.28361, -102.42722. Según la Oficina del Censo de los Estados Unidos, el municipio tiene una superficie total de 55.07 km², de la cual 55,07 km² corresponden a tierra firme y (0 %) 0 km² es agua.

## Demografía
Según el censo de 2010, había 27 personas residiendo en el municipio de Elm Springs. La densidad de población era de 0,49 hab./km². De los 27 habitantes, el municipio de Elm Springs estaba compuesto por el 100 % blancos. Del total de la población el 0 % eran hispanos o latinos de cualquier raza.